# Klubi Futbollistik Hysi
Il Klubi Futbollistik Hysi, meglio noto come Hysi, è una società calcistica kosovara con sede nella città di Podujevo.
Dalla stagione 2014-2015 milita nella Liga e Parë, la seconda divisione del campionato kosovaro.

## Palmarès

### Competizioni nazionali
- Campionato kosovaro: 1

2010-2011
- Coppa del Kosovo: 1

2008-2009
- Supercoppa del Kosovo: 1

2011
- Liga e Parë: 1

2005-2006

### Altri piazzamenti
- Supercoppa del Kosovo:

Finalista: 2009